# 海江田純子
海江田 純子（かいえだ じゅんこ、1983年10月3日 - ）は、日本の元レースクイーン、元グラビアアイドル、元タレントでアーティストハウス・ピラミッドに所属していた。

## 人物
青山学院大学在学中にグラビアアイドルとしてデビュー。特技は水泳。バラエティ番組やレースクイーンなどで活躍した。2006年前後に芸能界を引退。

## 出演
- お台場系BIKINIdeまにゅまにゅ （BSフジ）
- Go on （2004年10月 - 2005年3月、KBS京都）
- マジワラ （2005年1月 - 3月、テレビ東京）
- クリック! （日本テレビ）
- ドスペ2「堂本光一の視聴者限定TV みちゃダメ!」（2005年10月、テレビ朝日）
- マチャミナイト～ガチンコ視聴率バトル（2005年10月、テレビ朝日）
- 笑いの金メダル（2005年、ABC）
- ウルトラヒロイン（テレビ東京）

## 作品

### 写真集
- G-Style （2004年6月、竹書房） ISBN 978-4-8124-1662-4
- 部長（心得）の休日 （2005年2月、アスコム） ISBN 978-4-7762-0222-6

### DVD
- Emotion （2004年9月、ラインコミュニケーションズ）
- EXODUS （2004年11月、エルゴ・ブレインズ）
- Se-女!2シリーズ Silky Collection （2004年12月、イーネット・フロンティア）
- Two Passions （2005年2月、フォーサイド・ドット・コム）石川夕紀との共演作
- Touch And Touch!! （2005年4月、h.m.p）石川夕紀との共演作
- パインアップ～彼女のG～ （2005年6月、h.m.p）
- K.J （2005年8月、ジェネオンエンタテインメント）
- Rocket Start （2005年11月、フォーサイド・ドット・コム）